# Pico do Baepi

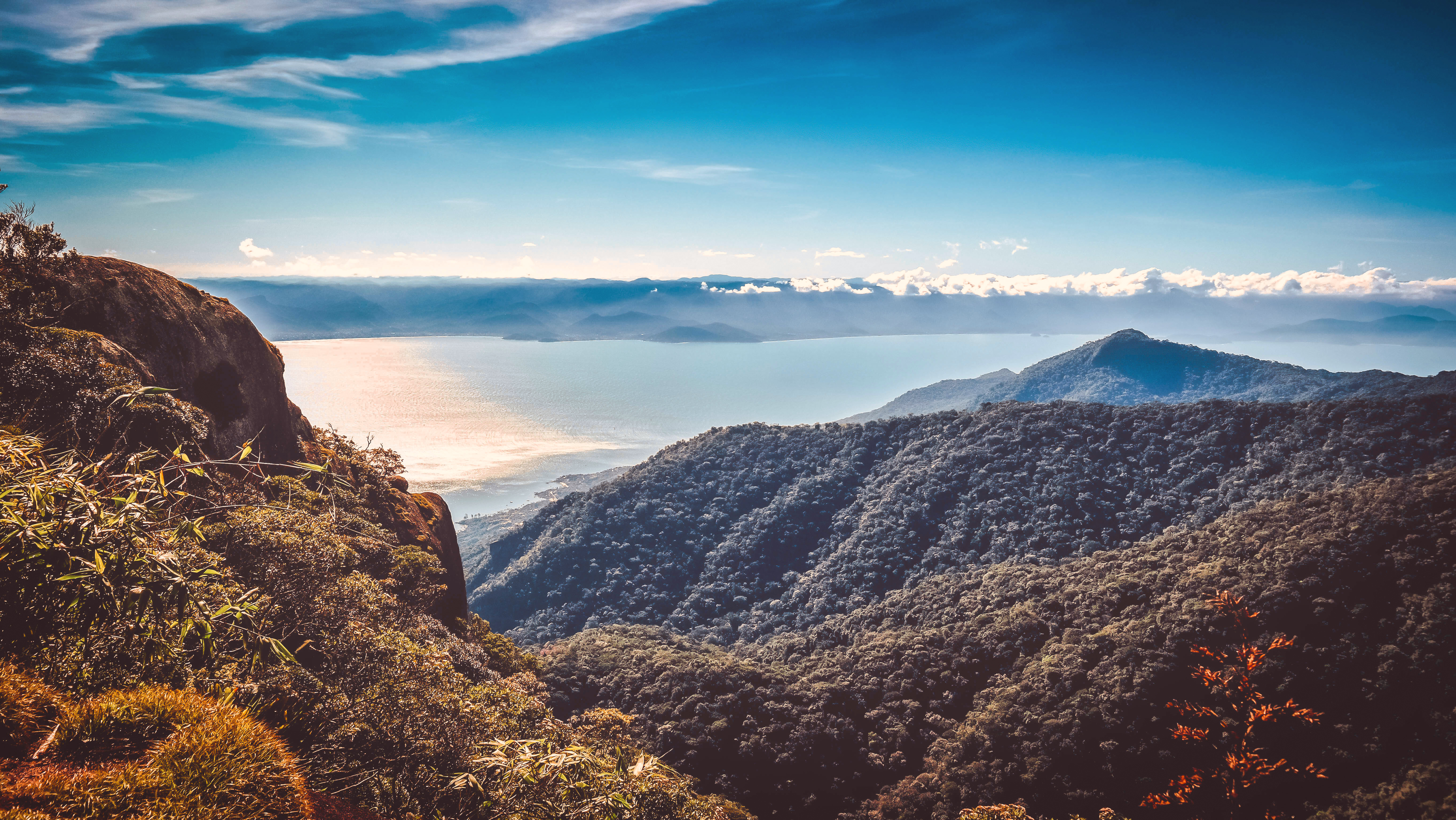
Vista do Pico do Baepi

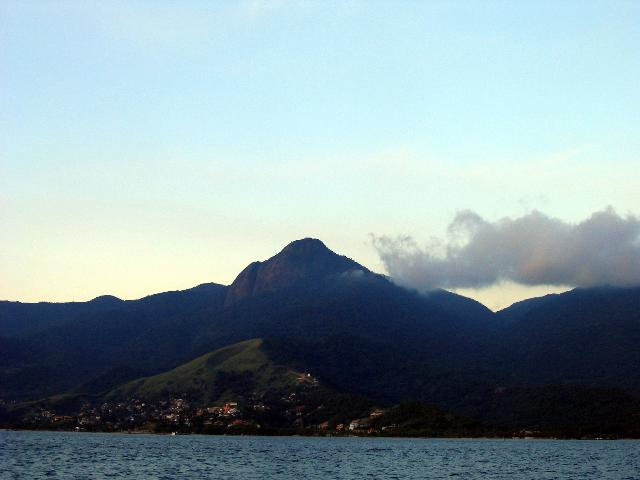
Pico do Baepi, em Ilhabela.

Pico do Baepi, com 1.048 metros de altitude, é a 5ª montanha mais alta de Ilhabela, litoral norte de São Paulo, e a mais fácil de ser atingida.
Este pico, mesmo não sendo o mais alto de Ilhabela, destaca-se mais que qualquer outro por ser visto de diferentes ângulos. O seu enorme paredão rochoso, com mais de 150 metros, voltado para a cidade de São Sebastião foi escalado uma única vez, na década de 1980.
O Parque Estadual de Ilhabela (em cuja área a montanha está localizada), administra a trilha ao topo do Pico do Baepi, que tem cerca de 3,5 Km de extensão. O tempo de subida é de cerca de 3 ou 4 horas de caminhada e cerca de 2 horas para descer.
A Trilha do Pico do Baepi é um aclive em sua maioria. Existem alguns trechos com degraus, firmemente escorados e à prova de erosão, com exceção de dois ou três segmentos pequenos, quase chegando ao cume. O trajeto todo é bem sinalizado, com fitas(cor-de-rosa) amarradas nas árvores e algumas placas de madeira que, além de altitudes e distância percorrida ou a percorrer, contém alguns nomes de árvores e informações de cunho informativo e educacional.

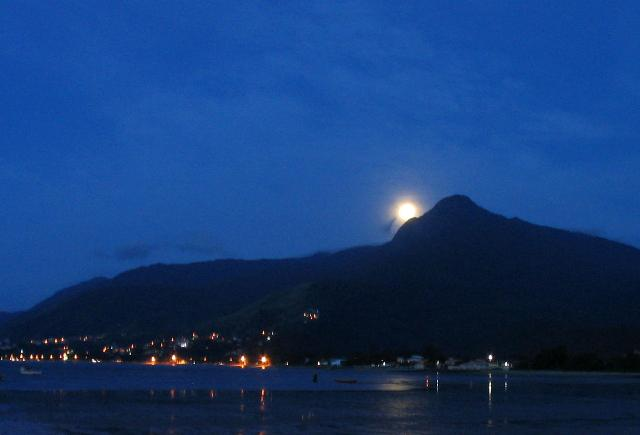
Praia do Perequê
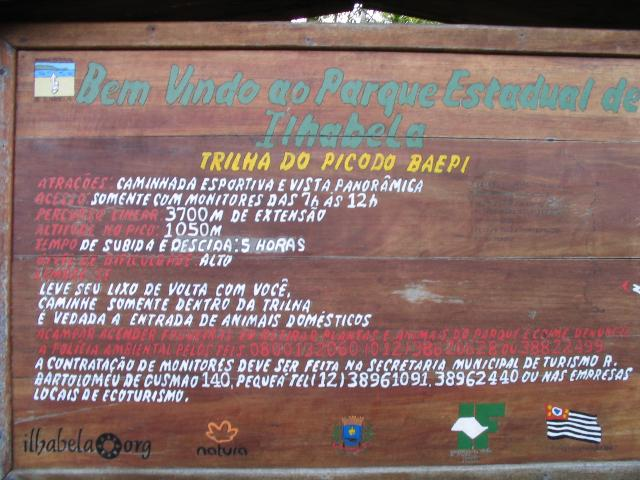
Placa informativa